# Dobieżyn
Dobieżyn (1939-1945 niem. Doberfeld) – wieś w Polsce położona w województwie wielkopolskim, w powiecie poznańskim, w gminie Buk.

## Części wsi
| SIMC    | Nazwa    | Rodzaj    |
| ------- | -------- | --------- |
| 0581008 | Michalin | część wsi |

## Nazwa
Wieś nazywała się dawniej inaczej i nosiła pierwotną nazwę "Dowieżyn" lub "Dowieżyno".
Po raz pierwszy miejscowość odnotowana została w łacińskim dokumencie z 1354 (według zachowanej kopii z 1665) pod nazwą "Dovezino", 1387 "Doueszino", 1425 "Dozewyno", 1471 "Dowyczyno", 1508 "Dowyeszino", 1563 "Dowieschino", 1564 "Douiezyno, Douęzyno", 1580 "Dowięzino".
W XIX wieku Słownik geograficzny Królestwa Polskiego odnotował także miejscowość pod nazwą "Dowieżyn" oraz "Dobieszyn".

## Historia

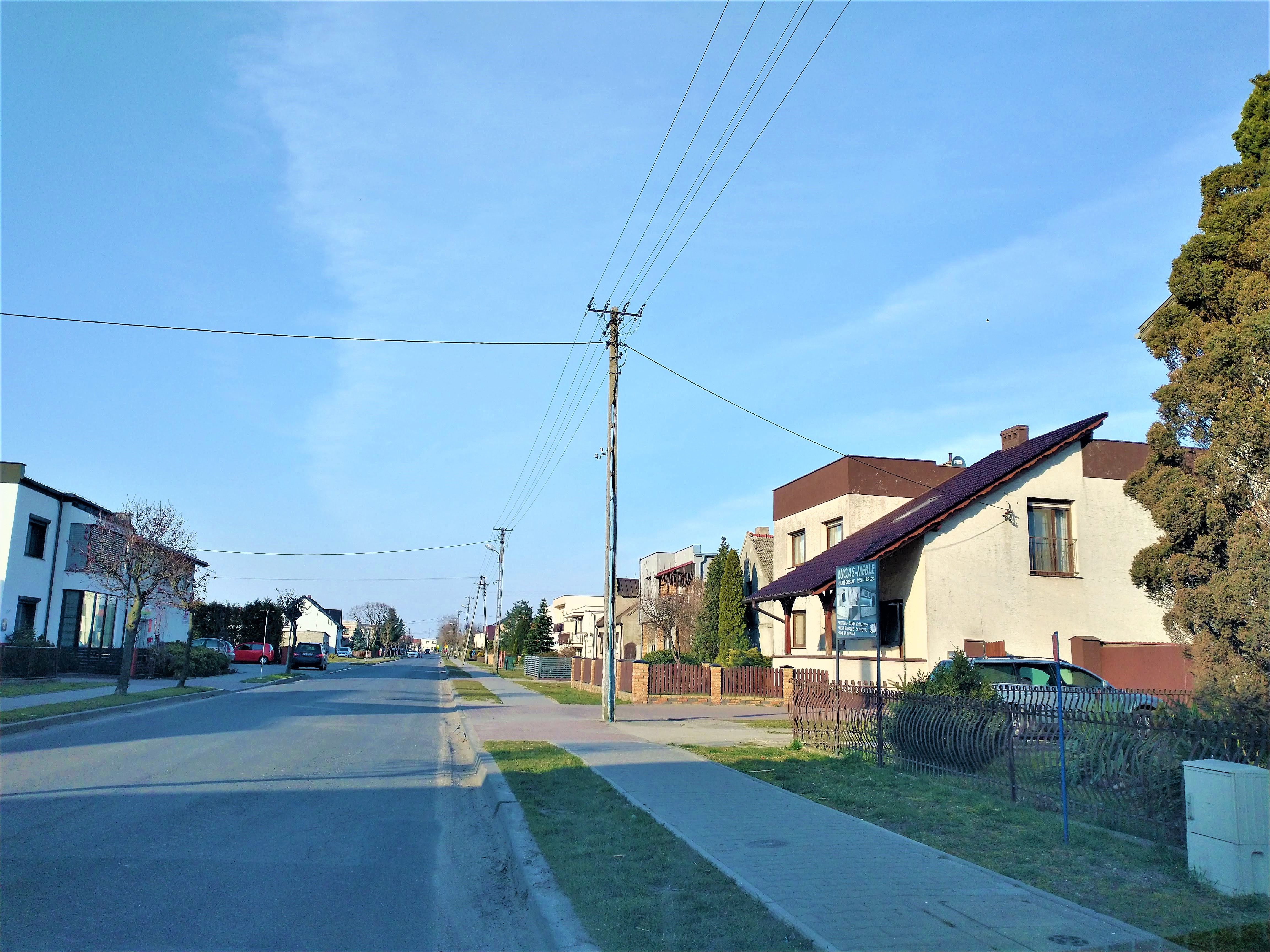
Fragment wsi

Miejscowość pierwotnie była związana z Wielkopolską. Istnieje co najmniej od połowy XIV wieku i ma średniowieczną metrykę. Była wsią kościelną leżącą w kluczu bukowskim, który należał do biskupstwa poznańskiego. W 1508 leżała w parafii Buk, w powiecie poznańskim województwa poznańskiego w Koronie Królestwa Polskiego.
W 1401 zawarta została ugoda o rozgraniczeniu pomiędzy Otuszem a Bukiem i Dowieżynem, dzięki czemu zachował się dokładny opis okolicy wsi. Na wyspie w połowie stawu stał kopiec wyznaczający granice, który leżał naprzeciwko Otusza. Od tego kopca połowa stawu należała do Otusza, a połowa do posiadłości biskupich. W 1426 odnotowano rozgraniczenie pomiędzy wsiami Wojnowice i Kozłowo. W notatce tej wspomniano, że rozpoczęto od kopca narożnego ze wsią Dowieżyn. W 1434 sędziowie polubowni sądu ziemskiego rozgraniczyli Buk, Dowieżyn oraz Otusz: od ostrowu za drogą, nad wierzchowiskiem stawu zwanego "Poznańskie Koryte" (lub według innego odczytu "Poznańskie Krzyże") aż do ostatniego starego, wielkiego kopca w stronę „schodniey drogi”; miało nastąpić rozgraniczenie Dowieżyna z "Jeziorkami", lecz jak zapisano dotychczas tego nie dokonano. W 1564 w granicach wsi odnotowano gaik brzozowy. W 1570 miało miejsce rozgraniczenie pomiędzy Dowieżynem a Jeziorkami biegnące od kopca przy drodze wielkiej z Buku do Poznania przy lesie dębowym wsi Dąbrowa do kopca narożnego wsi Otusz, Dąbrowa i Dowieżyn, a od niego usypano 20 kopców wyznaczonych według starych, widocznych dobrze znaków czyli wg starych ujazdów, aż do kopca narożnego wsi Piekary. W 1577 odnotowano przed wsią małe jezioro zwane "Błocko".
W 1423 imiennie odnotowany został "prudens Michał" sołtys dobieżyński. W 1425 "scultetissa Drogosława z Dobieżyna". W 1577 uczciwy i opatrzny Andrzej Gaiel kupił sołectwo w Dobieżynie za czasów biskupa Adama Konarskiego, lecz spłonął mu świadczący o tym dokument. Na jego prośbę biskup wystawił mu nowy dokument, w którym m.in. zezwolił sołtysowi na połów ryb w jeziorze Błocko, z tym zastrzeżeniem, że poddani z Dobieżyna mogą w nim poić swój inwentarz. W 1471 imiennie odnotowany został kapłan dobieżyński Maciej.
Miejscowość odnotowały także historyczne rejestry podatkowe dzięki, którym znamy stosunki własnościowe we wsi. W 1508 miał miejsce we wsi pobór z 5 łanów. W 1510 pobrano podatki z 4 łanów. W 1563 pobrano opłaty podatkowe od 7,5 łana, Karczmy, jednego komornika, 3 łanów sołeckich oraz 5 łanów opuszczonych. W 1564 Dowieżyn leżał w kluczu bukowskim dóbr biskupstwa poznańskiego. We wsi było 7,5 łanów osiadłych oraz 5,5 łanów opuszczonych. Z łanów osiadłych oraz opustoszałych płacono po 42 grosze czynszu, a także w naturze 4 ćwiertnie owsa, dwa kapłony oraz 30 jaj od łana. Dawano też owies oraz koguty tytułem opłaty zwanej wiecne. Z trzech łanów sołeckich, sołtys dawał jednego dukata. Karczma rocznie płaciła po 24 grosze, a od każdych dwóch beczek po 9 denarów tytułem opłaty zwanej "stawne" oraz z kawałka roli przy karczmie oddawano po 7 groszy. We wsi był także folwark o powierzchni 6 łanów, na którym wysiewano jesienią i wiosną po około 10 małdratów. Z łąk oddawano w ramach opłaty stóg siana. W 1580 we wsi było 8 łanów, 5 zagrodników, z których 3 płaciło po dwa grosze,a także komornik, który płacił 8 groszy, jeden "colonus" czyli kolonista, 5 łanów opuszczonych, 3 łany sołtysie.
Dobieżyn należał do biskupów poznańskich aż do rozbiorów Polski, jako wieś w kluczu bukowskim. Wieś biskupa poznańskiego Dowięzino położona była w 1580 roku w powiecie poznańskim województwa poznańskiego w Rzeczypospolitej Obojga Narodów. Wskutek II rozbioru Polski w 1793, miejscowość przeszła pod władanie Prus i jak cała Wielkopolska znalazła się w zaborze pruskim.
Leon Plater w XIX-wiecznej książce pod tytułem "Opisanie historyczno-statystyczne Wielkiego Księztwa Poznańskiego" (wyd. 1846) zalicza Dobieżyn do wsi większych w ówczesnym powiecie bukowskim, który dzielił się na cztery okręgi (bukowski, grodziski, lutomyślski oraz lwowkowski). Dobieżyn należał do okręgu bukowskiego i był częścią majętności Duszniki, której właścicielem był rząd pruski w Berlinie. Według spisu urzędowego z 1837 roku wieś liczyła 407 mieszkańców i 48 dymów (domostw). Pod koniec XIX wieku w skład wsi wchodziły dwa folwarki o łącznej powierzchni 1439 mórg rozliczeniowych. Dobieżyn liczył wtedy 58 domostw i 496 mieszkańców (w tym 441 katolików i 55 ewangelików)
W latach 1975–1998 miejscowość administracyjnie należała do województwa poznańskiego.

## Zabytki i obiekty
Do rejestru obiektów zabytkowych w gminie Buk wpisano m.in. wielokrotnie przebudowywany dwór z lat 1880-1890 oraz liczne zabudowania mieszkalne i gospodarskie z przełomu XIX i XX w.
W Dobieżynie znajduje się Szkoła Podstawowa im. ojca Ignacego Cieślaka.
Przez skraj miejscowości przebiega droga wojewódzka nr 306 oraz linia kolejowa Warszawa-Berlin, z najbliższą stacją w Buku.